# Seabiscuit
Seabiscuit es una película dramática de 2003 dirigida por Gary Ross, sobre un guion propio, basado en el libro Seabiscuit: una leyenda americana, escrito en 2001 por Laura Hillenbrand. Ambientada en Estados Unidos en la época de la Gran Depresión, cuenta las hazañas de un famoso caballo de carreras.
Fue producida por los estudios Universal en asociación con SpyGlass Entertainment y Dreamworks, su duración es de 141 minutos y fue estrenada el 25 de julio de 2003 en los Estados Unidos. Su presupuesto fue de 87 millones de dólares

## Trama
El filme recupera un episodio de la historia de EE. UU. y apela a los valores tradicionales como remedio útil para tiempos de inestabilidad, haciendo un enfoque optimista, tratando de convencer de que el afán de superación sirve para salir adelante en los momentos más difíciles y de que siempre existe un cimiento sobre el que es posible reconstruir una vida y también un país.
En el invierno de 1937, Norteamérica vivía el séptimo año de su década más catastrófica: la Gran Depresión. La economía había sufrido un colapso y millones de personas habían perdido su trabajo, sus ahorros y su hogar, quedándose al borde la miseria.
En plena época de depresión, surgen tres perdedores agraviados por la vida: por un lado, Johnny Red Pollard, un joven jinete de carreras frustrado y resentido, golpeado duramente por la vida y con un pasado olvidable, cuya carrera va cuesta abajo; por otro Charles Howard, un millonario emprendedor en la industria automotriz arruinado emocionalmente debido a la traumática muerte de su hijo en un accidente automovilístico; y por último Tom Smith, un testarudo vaquero y criador de caballos cuya existencia se desvanece, a quien nadie toma en serio y quien se lleva mejor con los animales que con las personas. 
Cuando sus vidas estaban a punto de desintegrarse totalmente, descubren un pequeño grado de esperanza gracias a Seabiscuit, un caballo hambriento y holgazán, postergado desde su nacimiento, demasiado pequeño para correr.
Poco a poco esa esperanza crecía, mejorando sus expectativas a futuro de manera tal que la suerte del caballo Seabiscuit marcará sus destinos, en una lucha por la supervivencia en un difícil período, donde lentamente sus heridas comenzaban a curar.
Seabiscuit terminó convirtiéndose en un corcel invencible en las carreras, ganador de cuanta carrera se le cruzara por el camino y en una leyenda de triunfos y hazañas, digno de alguien con alma de héroes, rescatando a varias personas de una crisis económica miserable

## El libro
En 1996, mientras trabajaba en otro tema, Laura Hillenbrand encontró información sobre el dueño y entrenador de un caballo de carreras de la época de la Depresión llamado Seabiscuit. Laura, que monta desde los cinco años, ha llevado su amor por los caballos y su historia al extremo de dedicarse a escribir en revistas como Equus; también ha escrito crónicas sobre las carreras. A menudo se encontraba con alusiones a Seabiscuit y su extraña carrera pero no sabía nada de la gente que le rodeó: su dueño, su entrenador y el jockey. El descubrimiento que hizo aquel día de 1996 le llevó a convertirse en un fenómeno editorial sin precedentes.
Cuatro años después, Hillenbrand otorgó el libro para su publicación. Sus expectativas eran modestas. No estaba preparada para la llamada que recibió cinco días después de su editor, informándole de que el libro había entrado directamente en el número 8 de la lista de best-sellers. Dos semanas después, “Seabiscuit, Más allá de la Leyenda”, ocupaba el primer lugar. La respuesta de la crítica fue igualmente abrumadora: más de veinte publicaciones lo eligieron entre los libros del año, entre ellas The New York Times, The Washington Post, Time, People y USA Today. La edición de tapa dura estuvo en la lista de best-sellers del New York Times durante 30 semanas, y la edición paperback sigue en la lista desde el 14 de abril de 2002.
El director Gary Ross es también un fan de las carreras de caballos. Le preguntó a sus padres si podía celebrar su bar mitzvah en un hipódromo. Ross y su mujer, Allison Thomas, leyeron un día un artículo sobre tres hombres y un caballo de carreras en una publicación poco conocida llamada American Herita nada más y nada menos escrita por Laura Hillenbrand.
Cuando comenzó la carrera para hacerse con los derechos del libro, Ross decidió llamar a Laura. Estuvieron dos horas al teléfono: “Hablamos de carreras de caballos. Yo le hablé en concreto de Secretariat´s Belmont, que para mí sigue ostentando la hazaña atlética más impresionante de la historia”.
Hillenbrand apreció el entusiasmo de Ross por los caballos y comprendió que el cineasta sentía interés en la historia por las mismas razones que ella, y no solo por el atractivo de resucitar la figura de un caballo sin futuro alguno que se convirtió en el vencedor más popular de sus tiempos.

## Reparto
- Tobey Maguire: John "Red" Pollard
  - Michael Angarano: joven John
- Jeff Bridges: Charles S. Howard
- Chris Cooper: Tom Smith
- Elizabeth Banks: Marcela Zabala-Howard
- William H. Macy: "Tick Tock" McLaughlin.

Ross se puso a buscar los actores adecuados para dar vida en la pantalla a la historia de Seabiscuit. Ross había escrito el guion específicamente con ciertos actores en mente, empezando con Tobey Maguire, con quien había trabajado en Pleasantville, para el papel del jockey Red Pollard. Dice Maguire: “Gary me dijo que pillara un ejemplar de “Seabiscuit” y me lo leyera. Lo hice y me pareció fantástico. Me encantó”.
Chris Cooper hace el papel de Tom Smith, el entrenador de Seabiscuit, un hombre que estaba más a gusto con los caballos que con las personas y al que la prensa apodaba Silent Tom: “A veces hay papeles que te encajan como un guante”, comenta el actor. Y la productora Kennedy dice: “Chris ha tenido una carrera extraordinaria. Es como un camaleón. Gary Ross y yo le vimos en American Beauty y en Adaptation, la película que le hizo ganar un Oscar, y quedamos convencidos de que era perfectamente capaz de meterse en la piel de Tom Smith”.
La mujer que ayuda a Howard a rehacer su vida es una belleza morena llamada Marcela Zabala, a la que le dobla la edad. Dice el productor ejecutivo Robin Bisell: “Hicimos muchas pruebas para este papel. Elizabeth Banks vino y leyó la última escena de la película, la que tiene lugar con Jeff y el juego infantil. Le dio un toque tan real que nos dejó a todos clavados en el asiento. Elizabeth tiene la cualidad de las viejas estrellas de cine, como Lauren Bacall: es bella y puede ser también “uno de los chicos”, encaja entre los hombres. Y así es como era la verdadera Marcela”.
Jeff Bridges confiesa tener un interés personal en la historia: “Supe del libro a poco de que se publicara. Mi prima Kathy me llamó y me dijo, Acabo de leer este libro y el personaje de Charles Howard tiene tu nombre escrito... Y yo le dije, Bromeas ¿quién es Charles Howard? Y ella me dijo que era el dueño de Seabiscuit. Estaba tan excitada porque nuestro abuelo, Fred, iba a las carreras tres o cuatro veces por semana. Recuerdo haberle llevado en coche siendo yo adolescente. Seguro que alguna vez apostó por Seabiscuit. Durante el rodaje de la película, me parecía sentir su espíritu”.

## Premios

### Óscar
| Año  | Categoría                 | Candidatos                               | Resultado  |
| ---- | ------------------------- | ---------------------------------------- | ---------- |
| 2003 | Mejor película            | Mejor película                           | Candidata  |
| 2003 | Mejor guion adaptado      | Gary Ross                                | Candidato  |
| 2003 | Mejor montaje             | William Goldenberg                       | Candidato  |
| 2003 | Mejor fotografía          | John Schwartzman                         | Candidato  |
| 2003 | Mejor dirección artística | Andrew Neskoromny Leslie A. Pope         | Candidatos |
| 2003 | Mejor diseño de vestuario | Judianna Makovsky                        | Candidata  |
| 2003 | Mejor sonido              | Andy Nelson Anna Behlmer Tod A. Maitland | Candidatos |

### Globos de Oro
| Año  | Categoría              | Persona                | Resultado |
| ---- | ---------------------- | ---------------------- | --------- |
| 2003 | Mejor película - Drama | Mejor película - Drama | Candidata |
| 2003 | Mejor actor de reparto | William H. Macy        | Candidato |

### Otros premios
- 2 nominaciones a los Premios del Sindicato de Actores: Mejor Actor de Reparto (Chris Cooper) y Mejor reparto.(Elizabeth Banks, Jeff Bridges, Chris Cooper, William H. Macy, Tobey Maguire y Gary Stevens).
- Nominación al Writers Guild of America por Mejor Guion Adaptado.
- Nominación al PGA -Sindicato de Productores- por Mejor Producción del año.
- Nominación al Directors Guild of America por Mejor Dirección.
- Nominación al ADG -Sindicato de Directores de Arte- por Excelencia en Diseño de Producción en un film de época.
- 8 nominaciones al Satéllite Award: Mejor Actor de Reparto (Jeff Bridges), Mejor Guion Adaptado, Mejor Dirección de Fotografía, Mejor Dirección de Arte, Mejor Diseño de Vestuario, Mejor Sonido, Mejor Edición y Mejor banda sonora.
- Nominación al premio Grammy por a la Mejor banda sonora.

- El filme si obtuvo el premio de la American Society of Cinematographers a la Mejor Fotografía, al Mejor Guion por la USC Scripter Award, a la Mejor Película Extranjera por los Hochi Film Awards y un ASCAP Film and TV Music Award por su Banda sonora.